# (10555) Tagaharue
(10555) Tagaharue est un astéroïde de la ceinture principale.

## Description
(10555) Tagaharue est un astéroïde de la ceinture principale. Il fut découvert le 16 avril 1993 à Kitami par Kin Endate et Kazuro Watanabe. Il présente une orbite caractérisée par un demi-grand axe de 3,21 UA, une excentricité de 0,07 et une inclinaison de 16,8° par rapport à l'écliptique.

## Compléments